# Geisendorf (Neupetershain)

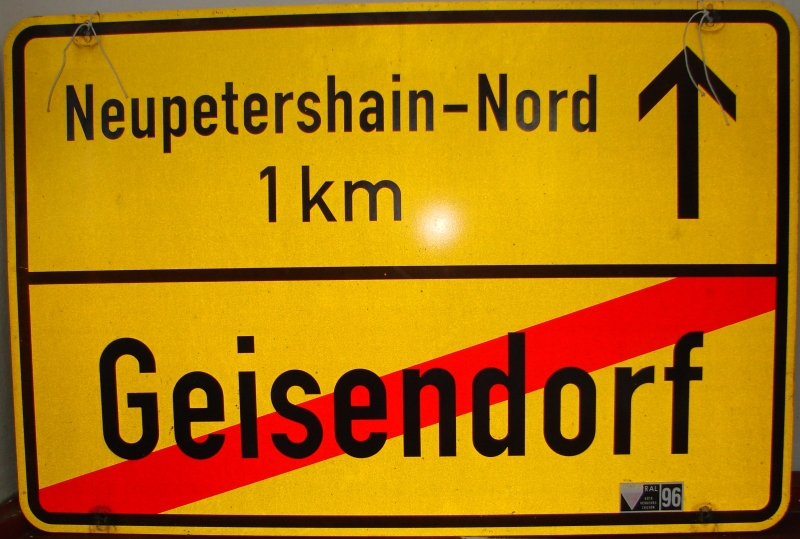
Ortsschild des abgebrochenen Ortes Geisendorf

Geisendorf, niedersorbisch Gižkojce, war ein Ort in der Niederlausitz, das im Jahr 2001 für den Tagebau Welzow-Süd abgebrochen wurde. 41 Einwohner wurden nach Neupetershain umgesiedelt. Abweichend von den ursprünglichen Planungen blieb der unter Denkmalschutz stehende Gutshof Geisendorf erhalten.

Ausschnitt Messtischblatt 1919

## Lage
Geisendorf lag in der Niederlausitz nordöstlich von Neupetershain. Es wurde durch den Tagebau Welzow-Süd in Anspruch genommen.

## Geschichte

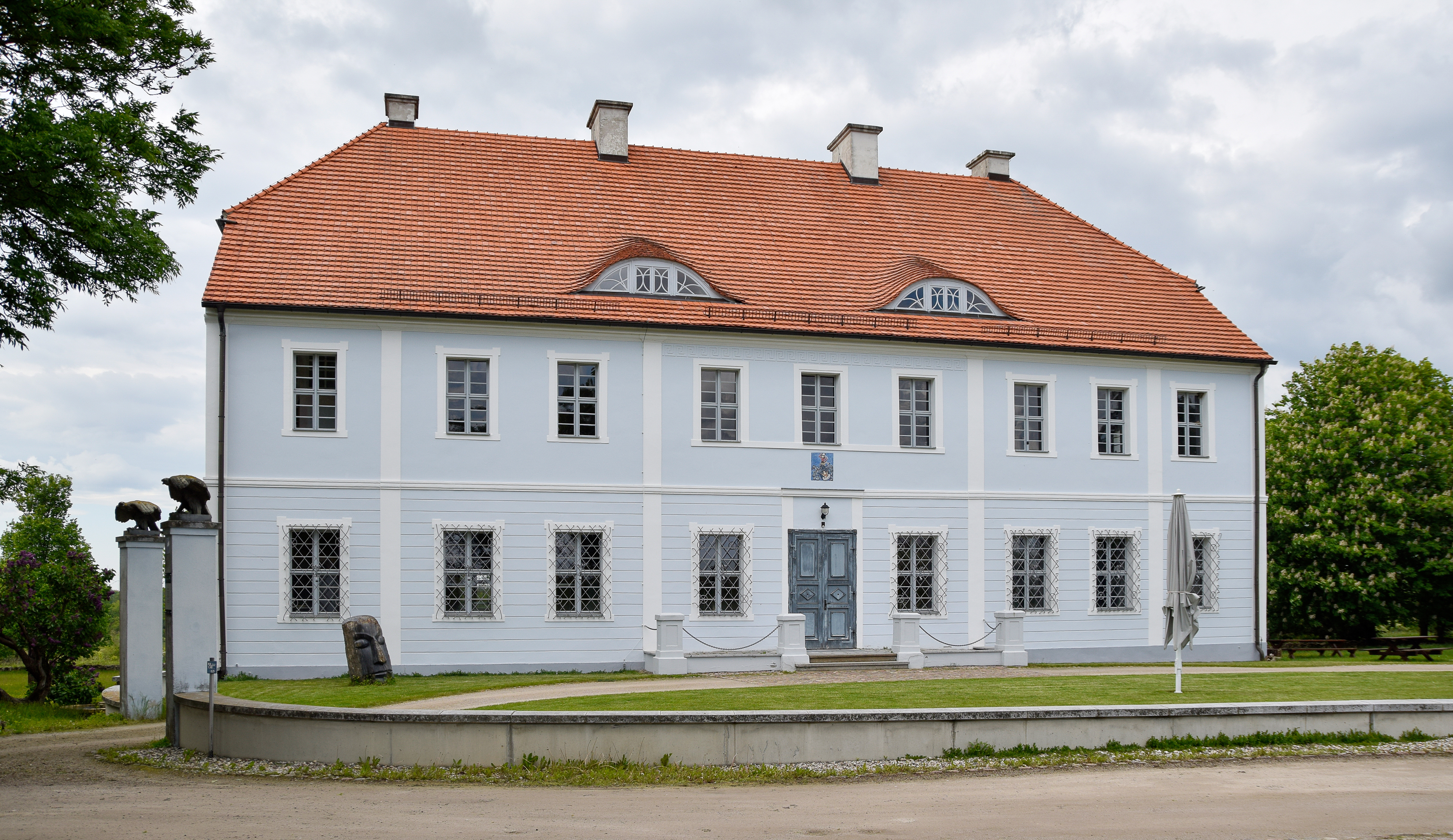
Gutshaus Geisendorf im Jahr 2021

Der Ort wurde 1455 erstmals urkundlich erwähnt. Im Jahr 1844 wurden für Geisendorf 158 Einwohner angegeben. Weit über die Hälfte von ihnen waren Sorben (Wenden). Am Rande des Ortes lagen drei Teiche, die als Pferdetränke, zur Karpfenzucht und als Schlossteich genutzt wurden. Die Teiche trockneten auf Grund der großräumigen Wasserabsenkung durch den Tagebau Welzow-Süd bereits in den 1950er Jahren aus. Geisendorf war ein Straßendorf mit zwei Mühlen, aber ohne Kirche. Die Einwohner gingen in die Kirche des Ortes Steinitz. Das Herrenhaus des Gutes Geisendorf blieb als einziges Gebäude des ehemaligen Dorfes erhalten.
Am 1. Januar 1928 wurde Geisendorf nach Neupetershain eingemeindet.

## Gutshaus Geisendorf

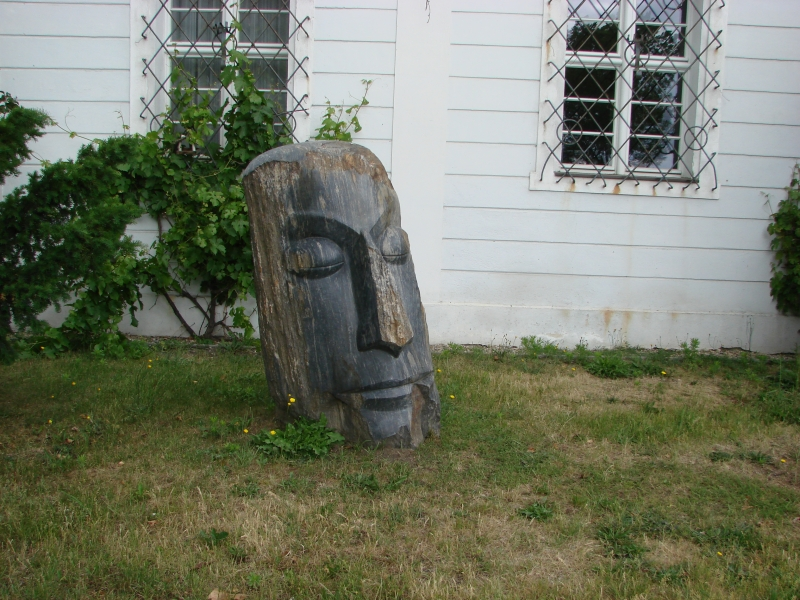
Plastik auf dem Hof des Gutes 2012

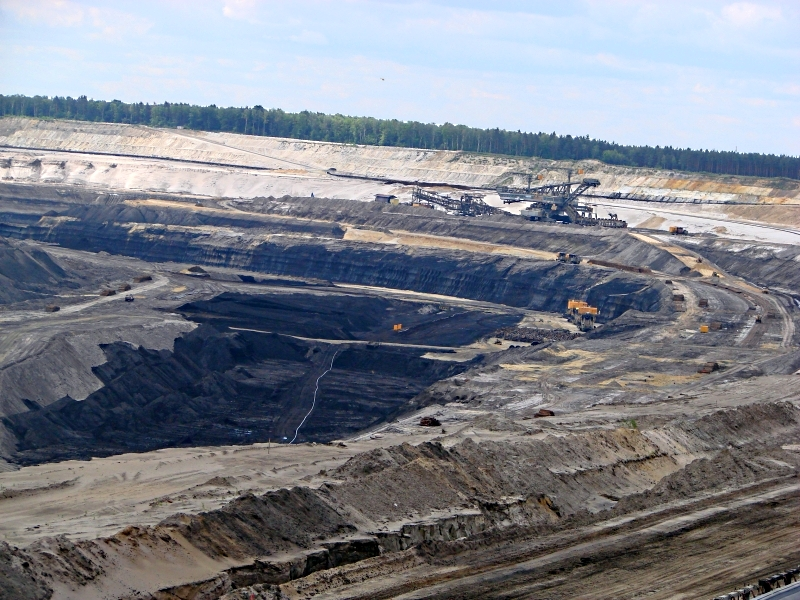
Blick auf den Tagebau Welzow-Süd am Rande des Gutes, 2012

Das Herrenhaus stammt aus dem 17. Jahrhundert. Mehrfache Erweiterungen hatten stilistische Überformungen zur Folge. Gegenwärtig überwiegen barocke und klassizistische Formen. Der letzte Erbe des Gutes war Alfred von Muschwitz (1858–1937). Er überließ das Gut Hansen Burscher von Saher zum Weißenstein, der es bis 1945 in seinem Besitz hatte. Im Zuge der Bodenreform wurde er enteignet.
Das Gutshaus wurde 1996 von der Lausitzer Braunkohle AG erworben und saniert. Seit dieser Zeit hat in dem Haus das Kulturforum seinen Platz. Im Jahr 2009 erreichte der Vorschnittbagger des Tagebaus Welzow-Süd das Gut Geisendorf. Es liegt nunmehr unmittelbar am Rande des Tagebaus.